# 存在論
存在論（そんざいろん、英:ontology）、オントロジーは、存在の哲学的研究である。伝統的には、現実の最も一般的な特徴に焦点を当てる、形而上学の下位分野と理解されてきた。最も基礎的な概念の一つとしての存在は、現実全体とその中のあらゆる実体を包摂する。存在の基本構造を明確化するために、存在論は万物に共通する点を検討し、個物（英語版）と普遍（英語版）といった基本類型への分類を探究する。特別は、ソクラテスのように固有で反復しない存在であるのに対し、普遍は緑のように一般的で反復する存在である。さらに、木のように時空間に存在する具体的実体と、数の7のように時空間の外に存在するとされる抽象的実体（英語版）との区別もある。範疇論は、実体・性質（英語版）・関係（英語版）・状況・出来事（英語版）といった分類を用いて、現実の包括的な分類を与えることを目指す。
哲学者の間では、最も基底的には何が存在するのかについて見解が分かれる。実在論では、普遍が客観的に実在すると主張するのに対し、概念論は普遍は心の中にのみ存在するとし、唯名論は普遍の存在を全面的に否定する。これと類似の論争は、数学的対象、科学理論における観察不能、倫理にも及ぶ。唯物論は根本的には物質だけが存在するとするのに対し、実体二元論は心と物質は別個に存在するとする。また、ある種の存在論者は、存在論的問いに対する客観的な答えは存在せず、立場は異なる言語慣行によって形づくられると考える。
存在論では、概念分析（英語版）や経験分析、直観や思考実験、自然科学からの知見など、多様な方法論が用いられる。形式存在論（英語版）は対象の最も抽象的な特徴を考察し、応用存在論（英語版）は、特定領域に存在論を活用する。一例として、社会存在論（英語版
）は、社会科学の基本概念を検討する。応用存在論は、特定領域の概念枠組み（オントロジー）を構築する情報学・計算機科学ととりわけ関わりが深い。情報学におけるオントロジーは、情報を構造化して保存することを可能にする。存在論はまた、論理学、神学、人類学にも関係する。
存在論の歴史（英語版）は古代に遡るが、存在論の名称は、存在論を独立した領域として立ち上げた近代の哲学者が命名した。

## 定義
存在論は、存在を研究する学問である。存在の本性、全ての存在に共通する特徴、そして存在の分類を探究する哲学の一分野である。世界の基礎的な構成要素を見いだし、現実を最も一般的に研究することを目指す。この点で、存在論は生物学や天文学のように生物や天体現象といった限られた領域に対象を限定する個別科学と異なる。ときたま「存在論/オントロジー」という語は存在の研究を指すのではなく、特定領域内での同様の営みを示すことがある。「遺伝子オントロジー」のように、特定領域における要素の包括的な一覧（目録）や主要概念とそれらの関係の枠組み（パラダイム）を意味することもある。
存在論は形而上学と密接に関連するが、両者の正確な関には議論がある。伝統的には、存在論は形而上学の下位分野だとされる。この見解によれば、形而上学は現実の基礎を一般に研究するのに対し、存在論は現実の一般的特徴に対象を限定する。この立場では、存在論は一般形而上学とみなされ、神・心・価値といったより特定的な主題に焦点を当てる特殊形而上学と区別される。これと異なり、存在論は形而上学に先行して現実の完全な目録を提供する学問であり、形而上学はその目録に含まれる存在の性質や構造を対象とする、という見解もある。さらに別の見解では、形而上学は実存在についての学であり、存在論は可能存在や存在概念を検討するのだという。形而上学と存在論のあいだに明確な境界がないとして、両語を同義語として用いる哲学者もいる。
“ontology”という語の語源は、古代ギリシア語の ὄντως（ontos、「存在」を意味する）と λογία（logia、「〜の学」を意味する）に遡り、文字通りには「存在の学」を意味する。古代ギリシア人が “ontology” という用語を用いたわけではなく、この語は17世紀の哲学者たちによって作られた造語である。

## 基本概念

### 存在
存在は、存在論の主要な主題である。それは最も一般的かつ基礎的な概念の一つであり、全ての現実とその中の実体を包摂する。存在は、非存在性対象（英語版）および無と対置される。そもそも、存在という概念・意味について分析が可能かどうかは議論がある。存在を実体が持つ性質（英語版）として理解する考えがある。しかし、存在を欠くものは性質をもつことはできないから、性質は存在を前提とするのであって、存在それ自体を説明することはできないという批判がある。もう一つの考えは、すべての存在が本質的特徴を共有しているというものだ。エレア派は「力は存在の証」、つまり因果的影響力をもつものだけが真に存在すると考えた。ジョージ・バークリーは、あらゆる実在は精神的であると述べた。彼はこの非物質論を「存在するとは知覚されることである」という標語で表した。
文脈によっては存在という語が、より限定的な意味で用いられることもある。「存在」が不変・恒常のものを指し、変化を含意する「生成（英語版）」と対比されることがある。また、真に存在する「存在」と、現れるものとしての「現象」が対比されることもある。また、「存在」はそれがあるという事実を表し、「本質」がその性質を表すこともある。
しばしば存在はカテゴリ（範疇）と呼ばれる根本的な区分で分類される。提案されてきたカテゴリには、実体、性質（英語版）、関係（英語版）、状況、出来事（英語版）が含まれる。これらはカテゴリ体系を与えるために用いられ、現実の包括的な目録を提示し、あらゆる存在が厳密に一つのカテゴリにのみ属するようになっている。 アリストテレスは、異なるカテゴリに属する存在は異なる仕方で存在すると述べる。これに対し、ヨハネス・ドゥンス・スコトゥスは、存在様態に差異はない、つまりすべては同一の仕方で存在する（英語版）と主張する。関連する論争として、ある種の存在者が他よりも高い「存在の程度」をもつのかどうか、という問題がある。これはすでにプラトンの著作に見られる考えである。現代哲学では、事物は存在するか存在しないかのいずれかであり、中間的な状態や段階はない、という見解がより一般的である。
存在と非存在の関係は、存在論において頻繁に論じられる主題である。重要な論点としては、非存在性対象（英語版）の存在論的地位や、なぜ何もないのではなく、何かがあるのかが挙げられる。

### 個物と普遍
存在論における中心的な区別は、個物（英語版）と普遍（英語版）の区別である。個物はソクラテス、タージ・マハル、火星のように、固有で反復しない存在である。普遍は、緑という色、円という形、勇気という徳のような、一般的で反復可能な存在である。普遍は、個物に共有される側面や特徴を表現する。たとえば、エベレストと富士山は、山という普遍によって特徴づけられる個物である。
普遍は、性質（英語版）や関係（英語版）の形をとりうる。 性質とは、事物の特徴を記述するもので、ある存在者が備える特性・性状である。 性質はしばしば、本質的性質と付帯的性質に区分される。ある性質が、その存在が必ず持たなければならないものであれば本質的であり、その性質がなくても当の存在者が存立しうるなら付帯的である。たとえば、三角形にとって「三つの辺を持つこと」は本質的性質であるのに対し、「赤であること」は付帯的性質である。
関係とは、二つ以上の存在者が互いにどのように存在するかである。性質と異なり、関係は複数の存在に適用され、特徴を持った集団としてまとめ上げる。たとえば、「都市である」（例：カトマンズは都市である）は性質であり、「東にある」（例：カトマンズはニューデリーの東にある）は関係である。 関係はしばしば、内在的関係と外在的関係に分けられる。内在的関係は、それが結びつける対象の性質のみに依存する（類似関係など）。外在的関係は、結びつけられた対象がいかなる性質であるかを超える特徴を表現する（空間的関係など）（詳細は英語版）。
実体は、性質や関係を基礎づけて支える個物として、存在論の歴史において重要な役割を果たしてきた。実体はしばしば、それ自体で存在しうる現実の根本的構成要素と見なされる一方で、性質や関係のような存在は実体なしには存在できないとされる。実体は、性質を獲得したり失ったりしながら、変化を通して持続する。たとえば、トマトが熟すとき、それは性質としての「緑」を失い、「赤」を獲得する。
状況とは、いくつかの他の存在を構成要素とする複合的な個物である。たとえば、状況「ソクラテスは賢い」は、個物「ソクラテス」と性質「賢い」という二つの構成要素をもつ。現実に対応する状況は事実と呼ばれる。事実は命題の真理の担い手（英語版）であり、命題が真か偽かは、基礎にある事実に依存する。
出来事（英語版）は、時間の中で生起する個物であり、ベルリンの壁崩壊や最初の月面着陸のようなものを含む。出来事には通常、芝生が乾いていくといった何らかの変化が伴うが、場合によっては変化が起こらないこともある（芝生が濡れたままである、など）。プロセス（複合的出来事）は、一連の出来事から構成される。

### 抽象と具体
具体的対象とは、樹木・自動車・惑星のように、時空間に存在する存在である。これらは因果的な力をもち、たとえば車が樹木に衝突して双方が変形するように、互いに影響し合う。これに対して抽象的対象（英語版）は、数の7や整数全体の集合のように、時空間の外にあるとされる。抽象的対象は因果力を欠き、変化を被らない。抽象的対象の存在と本性は、今も哲学的論争の対象である。
日常で出会う具体的対象は、多様な部分から構成される複合的な存在である。たとえば、本は前後の二つの表紙と、その間のページから成る。これらの各構成要素も、それ自体が分子・原子・素粒子のような、より小さな部分から成り立っている。メレオロジーは、部分と全体の関係を研究する。メレオロジーのある立場は、あらゆる存在の集合が全体を形成すると主張する。別の見解では、これは一定の要件を満たす集合にのみ当てはまる。たとえば、その集合に含まれる存在者同士が互いに接触していること、などである。物質的構成の問題は、構成部分の集合に加えて、その全体を新たな対象と見なすべきか、あるいはどのような意味で見なすべきかを問う。（詳細は英語版）
抽象的対象は、虚構的対象や志向対象と密接に関連している。虚構的対象とは、フィクション作品の中で創作された存在である。たとえば、J・R・R・トールキンの小説シリーズ「指輪物語」に登場する「一つの指輪」のような事物や、西遊記の孫悟空のような人物がそれに当たる。虚構的対象は抽象的対象であり時空間の外に存在する、とする哲学者もいれば、フィクション作品の執筆とともに作り出される人工物だと理解する立場もある。志向対象とは、知覚・信念・欲求といった心的状態の内に存在する存在である。たとえば、ある人がネス湖の怪物について考えているなら、ネス湖の怪物はその思考の志向対象である。人は実在する対象についても実在しない対象についても思考できるため、志向対象の存在論的地位を評価することは難しい（英語版）。（心的世界・心的対象（英語版）も参照）

### その他の概念
存在論的依存とは、存在間の関係である。ある存在が、他の存在なしには存在できないとき、前者は後者に存在論的に依存していると言う。たとえば、リンゴの表面はリンゴなしには存在できない。何ものにも依存しない存在は、存在論的に自立していると言われ、これはその存在が根本的であり、それ自体で存在しうることを意味する。存在論的依存は存在論において中核的役割を果たす。これは、形而上学的根拠づけ（英語版）と密接に関連している。
存在論的コミットメントとは、ある人または理論によれば実在するとされる存在のことである。たとえば、神の存在を信じる人は、神に対して存在論的コミットメントを負っている。存在論的コミットメントは、人々が明示的に、あるいは暗黙にどのような存在論を前提としているかを分析するために用いられる。競合する理論間の選択を試みる際、現代形而上学において中核的な役割を果たす。たとえば、クワイン＝パトナムの不可欠性論証（英語版）は、数学的プラトニズム（英語版）を擁護し、最良の科学理論が数に対して存在論的コミットメントを負っているのだから、数は実在するのだと主張する。
可能性と必然性は、存在論におけるさらなる主題である。可能性は「地球外生命が存在することは可能である」のように、何がそうでありうるかを記述する。必然性は「3足す2は5であることは必然である」のように、何が必ずそうでなければならないかを記述する。可能性と必然性は、現実と対置される。現実は「ドーハはカタールの首都である」のように、何が実際にそうであるかを記述する。存在論者はしばしば、可能性と必然性を分析するために可能世界の概念を用いる。可能世界とは、事物がいかにありえたかについての完全かつ整合的なあり方である。たとえば、村上春樹は現実世界では1949年に生まれたが、別の年月日に生まれた可能世界もある。この考えを用いて、可能世界意味論は、ある文が少なくとも一つの可能世界で真であるなら、その文は可能的に真であると言う。ある文がすべての可能世界で真であるなら、その文は必然的に真である。様相論理の分野は、可能性と必然性の概念を精密に形式化する。
存在論において、同一性（英語版）とは二つのものが同一であることを意味する。哲学者は、質的同一性と数的同一性を区別する。二つの存在が完全に同じ特徴をもつとき、たとえば完全に同一な双子のように、それらは質的に同一である。これは厳密な類似性（英語版）や識別不能性（英語版）とも呼ばれる。これに対し、数的同一性は、ただ一つの存在しかないことを意味する。たとえば、ファーティマがレイラとヒューゴの母であるなら、レイラの母はヒューゴの母と数的に同一である。もう一つの区別は、共時的同一性と通時的同一性である。共時的同一性は、ある存在者を同時点におけるそれ自身と関連づけ、通時的同一性は、異なる時点におけるそれ自身と関連づける（「三年前にレイラを産んだ女性は、今年ヒューゴを産んだ女性と同一である」のように）。同一性という概念には、上述の必然性や可能性との相互作用に関する多くの哲学的含意がある。最も有名なのは、ソール・クリプキが「Water is H2O」のような発見的同一性は必然的に真であると論じたことである。というのも、「H2O」は固定指示子と呼ばれるものだからである。（「名指しと必然性」）

## 分野
存在論の分野は多くあり、重なることもある。純粋存在論（pure ontology）は、存在という概念と本性に焦点を当てる。特定の存在領域に限定されることなく、存在および現実全体の構造を研究する。純粋存在論は、応用存在論（英語版）と対照される。応用存在論は、存在論的理論を特定の学問分野や領域へ適用し、物質、心、数、神、文化的人工物といった特定の存在に関わる存在論的問題を扱う。
社会存在論（英語版）は、応用存在論の主要な下位分野であり、貨幣、ジェンダー、社会、言語といった社会的種（social kinds）を研究する。その目的は、これらの概念の本性と本質的特徴を確定するとともに、その存在様式を検討することにある。一般的な見解によれば、社会的種は社会生活の複雑さを記述するための有用な人工物である。これは、それらが純粋な虚構ではない一方で、自然界の現象や事物たとえば素粒子、ライオン、恒星（自然種）がもつ心から独立した客観的実在性を欠いていることを意味する（主観と客観も参照）。計算機科学、情報学、知識表現の分野では、応用存在論は、特定の領域についての情報を構造化して符号化・保存するための形式的枠組みの開発に関心をもつ。遺伝学における関連応用としては遺伝子オントロジーが挙げられる。これは、種やデータベースをまたいで遺伝子関連情報を標準化して表現するための包括的な枠組みである。
形式存在論（英語版）は、抽象的な構造と特性に焦点を当てて一般の対象を研究する。これは、対象を形式に基づいて異なるカテゴリへと区分する。形式存在論の研究者は、知見を抽象的かつ一般的な様式で表現するために、しばしば形式論理の道具立てに依拠する。形式存在論は、対象の諸領域を区別し、特定の領域に特徴的な性質を検討する質料存在論（material ontology）と対比される。質料存在論の対象の例としては、幾何学領域における理想的な空間的存在や、生物学領域における生物が挙げられる。
記述的存在論（descriptive ontology）は、人々が通常世界をどのように考えているかという、その背後にある概念スキームを明確化することを目指す。規範的存在論は、現実の構造に関する通念から離れ、より新しく優れた概念化を定式化しようとする。
さらに、分析的存在論（analytic ontology）と思弁的存在論（speculative ontology）の対比もある。分析的存在論は、どのような事物が存在しうるか、またそれらがどのような特性をもつかを決定するために、存在の型やカテゴリを検討する。思弁的存在論は、どのような存在が実際に存在するのか、たとえば数は存在するのか、時間は存在するのか、を確定しようとする。
メタ存在論は、存在論の基礎にある概念・前提・方法を研究する。他の形態の存在論と異なり、「何が存在するのか」を問うのではなく、「何かが存在するとはどういう意味か」「人はどのようにして何が存在するかを決定できるのか」を問う。これは、マルティン・ハイデガーが展開した基礎存在論（英語版）（存在の意味を解明しようとするアプローチ）と密接に関連している。

## 諸学派

### 実在論と反実在論
「実在論」という語は、ある種の現象が実在する、あるいは心と関係なく存在することを肯定する諸理論に用いられる。存在論的実在論は、存在やその本性、カテゴリーについて客観的事実が存在するという見解である。存在論的実在論者は、存在する実体が具体的に何であるか、たとえば素粒子が存在するかどうかについては主張しない。彼らが主張するのは、心と関係の無い事実があり、どの存在論的理論が真であるかを決定する、ということである。この考えは、存在論的反実在論者、すなわち存在論的デフレ主義者によって否定される。彼らは、誰にとっても本質的な事実は存在しないと言う。たとえばルドルフ・カルナップによれば、存在論的な言明は言語に相対的であり、話し手の存在論的枠組みに依存する。これは、異なる枠組みが異なる見方を与え、しかも客観的に正しい・誤っている枠組みは存在しない以上、枠組みから独立した存在論的事実は存在しないことを意味する。
より狭い意味では、実在論は特定種の実体の存在をめぐる立場を指す。普遍についての実在論者は、普遍が心から独立して存在すると主張する。プラトン的実在論によれば、普遍は心から独立して存在するだけでなく、それを実例化する個物からも独立に存在する。つまり、世界に赤い個物が一つもなくても、「赤」という普遍はそれ自体として存在しうる。これに対し、アリストテレス的実在論（英語版）はこの考えを退け、普遍はそれを実例化する個物が存在するかぎりにおいてのみ存在するとする。概念論（英語版）は反実在論の一形態であり、普遍は人々が世界を理解・分類するために用いる概念として、心の中にのみ存在すると述べる。唯名論者は、普遍は全く存在しないとする強い反実在論を擁護する。これは、世界が全的に個物から成ることを意味する。
これと密接に関連する見解に数学的実在論があり、数学的事実は人間の言語・思考・実践から独立に存在し、発明ではなく発見されるのだとする。数学的プラトニズムによれば、これは数や集合のような数学的対象が存在するからである。数学的プラトニストは、数学的対象には実証研究で迫ることができないが、それでも原子や恒星のような物体と同じくらい実在的だと主張する。影響力のある数学的反実在論の立場としては、数学的理論は数学用語の定義のされ方ゆえに自明に真だとする規約主義（英語版）や、数学を現実についての理論ではなく、文字列操作の規則に支配されたゲームとみなすゲーム形式主義がある。
様相実在論（英語版）は、現実世界に加えて、現実世界と同じくらい実在的かつ具体的な無数の可能世界が存在する、という理論である。主な違いは、現実世界には私たち自身が住んでおり、他の可能世界には私たちの対応者（英語版）が住んでいるという点にある。様相反実在論者はこの見解を退け、可能世界は具体的実在をもたず、たとえば抽象的または虚構的対象として、現実世界とは異なる意味で存在するのだと主張する。
科学的実在論は、世界についての科学的記述が現実を正確に表しているのだと述べる。これは、人間が直接観察できないが、科学理論によって存在が想定されるもの（電子、力、自然法則など）（英語版）にとりわけ関係が深い。科学的反実在論は、科学理論は現実の記述ではなく、観測や実験結果を予測するための道具にすぎないとする。
道徳的実在論者は、心から独立した道徳的事実が存在すると主張する。彼らによれば、どの行為が道徳的に正しいかを決定する客観的原理が存在する。道徳的反実在論者は、道徳原理は主観的で人や文化によって異なる（道徳的相対主義）と主張するか、あるいは道徳的事実の存在を全面的に否定する（道徳的虚無主義）。

### カテゴリーの数の差
単カテゴリ理論は、根本的なカテゴリーがただ一つしかない、すなわちあらゆる個々の存在が同一の普遍クラスに属するのだと主張する。たとえば、唯名論のある形態は具体的個物だけが存在するとし、バンドル理論（英語版）者の一部は性質だけが存在するとする。これに対し、多カテゴリ理論は、基本カテゴリーが複数あるとし、存在は二つ以上の基礎クラスに区分されるとする。これらはカテゴリー体系という形を取り、存在の最高類を列挙することで、万物の包括的目録を与える。
一元論と二元論の議論は密接に関係しており、現実を構成する最も根本的な類型についてのものである。一元論によれば、最も基礎的な水準では、一種類のものしか存在しない。唯物論は影響力のある一元論的立場で、万物は物質であるとする。これは、信念・感情・意識といった心的現象が、存在しないか、あるいは脳状態のような物質の側面として存在することを意味する。観念論者は逆の観点を取り、万物は心的であると論じる。彼らは、岩や木や惑星といった物理的現象を、意識的な心の理念や知覚として理解しうる。中立一元論は、心と物質の双方が派生的現象であると述べることで、中間的立場を占める。二元論者は、心と物質が独立した原理として存在し、それらは別個の実体であるか、あるいは異なる種類の性質であると主張する。
やや異なる意味では、一元論は多元論（英語版）と、基本類型の数ではなく存在の数に関する見解として対置される。この意味での一元論は、現実全体においてただ一つの全包摂的な存在者のみが存在するという、論争的な立場である（汎神論など）。多元論はより一般的に受け入れられており、複数の相互に区別される存在が存在するとする。

### 基本的カテゴリーの差
歴史的に影響力の大きい実体・属性存在論は、多カテゴリー理論である。そこでは、現実は最も基礎的な水準において、普遍によって特徴づけられる説明不可能な実体から成り立つとされる。ここでいう普遍には、個々の実体がもつ性質や、実体同士のあいだに成り立つ関係が含まれる。これと密接に関連する基体説は、各々の具体物は諸性質と基体から成ると主張する。両者の違いは、基体が性質によって特徴づけられない点にある。すなわち、基体は諸性質をただ支えるだけの、特徴を欠いた「裸の個別」である。
現実の基礎的構成要素としての実体の役割を否定する、様々な代替的存在論も提案されてきた。物質存在論は、世界は区別された個体的実在によってではなく、空間を満たす連続的な「物質」によって構成されると主張する。この「物質」は多様な形態を取りうるし、しばしば無限可分であると考えられる。プロセス存在論によれば、基礎的実在は過程や出来事である。この見解は通常、現実には静的なものは何もなく、存在は動的で絶えざる変化によって特徴づけられることを強調する。バンドル理論は、通常の意味での対象は存在せず、共在する諸性質の「束」だけがあるとする。たとえばレモンは、「黄色い」「酸っぱい」「丸い」といった性質を含む束として理解できる。伝統的な束理論によれば、束ねられる性質は普遍であり、同一の性質が複数の束に属しうる。これに対しトロープ束理論では、性質は単一の束にのみ属する個別的実在（トロープ（英語版））である。
いくつかの存在論は、個々の対象ではなく相互関係性に焦点を当てる。関係主義によれば、現実は最も基礎的な水準においてすべて関係的である。存在論的構造実在論（英語版）はこの基本的発想に同意し、諸関係がいかに複雑な構造を形成するかに着目する。構造実在論者の中には、関係以外のものは存在せず、個物は存在しないとする者もいれば、個物は存在するが、それが関与する構造に依存するとする者もいる。事実存在論は別のアプローチを示し、異なるカテゴリーに属する諸実在がいかに結びついて世界を構成するかに焦点を当てる。事実は「状況」とも呼ばれる複合的実在である。たとえば「地球が惑星である」という事実は、個物としての地球と、「惑星である」という性質から成る。事実存在論は、事実こそが現実の基本構成要素であり、対象・性質・関係はそれ自体で独立には存在しえず、事実に参与するかぎりにおいてのみ現実の一部をなすのだと主張する。
哲学史の中では、いくつかの基本カテゴリーに基づく多様な存在論が提案されてきた。最初期のカテゴリー論の一つはアリストテレスによって示され、彼の体系には十のカテゴリー実体、量、質、関係、場所、時、体位、所有、能動、受動――が含まれる。インド哲学における初期の影響力あるカテゴリー体系は、ヴァイシェーシカ学派に初めて提案されたもので、六つのカテゴリー、実体、性質、運動、普遍、特殊、内属を区別する。イマヌエル・カントの超越論哲学には十二のカテゴリー体系が含まれ、カントはそれらを悟性の純粋概念と見なした。これらは四つの類、量、質、関係、様相に区分される。より近現代では、チャールズ・サンダース・パース、エトムント・フッサール、サミュエル・アレクサンダー、ロデリック・チザム、E・J・ロウ（英語版）らによって、カテゴリーに関する理論が展開された。

### その他
構成要素存在論と関係論的存在論の争点は、具体的個物の内的構造に関わる。構成要素存在論は、対象には内的構造があり、その構成部分として性質が含まれると主張する。バンドル理論はこの立場の一例で、対象とは性質の束だと述べる。これに対し関係論的存在論はこの見解を退け、対象には内的構造はなく、性質は対象に内属するのではなく外的に関係づけられるだけだとする。よく用いられる比喩では、対象は針山のようなもので、性質はそこに刺したり抜いたりできるピンであり、対象の真の一部となるわけではないという。普遍的性質の実在を否定する一部の唯名論では、関係論的存在論が一般的である。
階層的存在論は、世界が階層に組織されていると主張する。あらゆるレベルの実在は実在的だが、低レベルの実在のほうが高レベルの実在よりも基礎的である。つまり、低レベルの実在は高レベルの実在なしに存在しうる一方で、高レベルの実在は低レベルなしには存在しえない。ある階層的存在論によれば、素粒子は、それらから構成される椅子やテーブルのような巨視的対象よりも基礎的である。他の階層論では、実体はその性質よりも基礎的であり、自然は文化よりも基礎的であると主張される。これに対しフラット存在論は、いかなる実在も特権的地位をもたないとし、すべての実在が同一レベルに存在するとみなす。彼らにとって主要な問いは、あるものがどのレベルに存在するのかではなく、そもそも存在するのかどうかである。
三次元主義（英語版）と四次元主義（英語版）の存在論は、物体が時間を通じていかに存続するかを説明しようとする。三次元主義は、物体は各瞬間において全体として完全に現前しつつ時間を移動する三次元的実体であるとする。物体は変化の過程で性質を獲得・喪失しても、なお同一のままであるとされる。これに対し四次元主義は、物体は空間だけでなく時間にも広がる四次元的実体だとする。したがって物体は時間部分から構成され、任意の瞬間に現前しているのはそれらの部分のうちの一つだけで、他の部分は現前していない。四次元主義によれば、変化とは、ある以前の部分が後の部分と異なる性質を示すことを意味する。例えば木が葉を落とす場合、葉のあるより早い時間部分と、葉のないより遅い時間部分がある、というわけである。
差異の存在論は、同一性と差異の概念間の関係に関心をもつポスト構造主義的アプローチである。この立場によれば、伝統的存在論は、まず事物をその本質的特徴によって性格づけ、その構想に基づいて差異を展開することで、同一性をより基礎的な項として扱ってきた。これに対し差異の存在論者は、差異に優位を与え、事物の同一性は、他の事物との差異の仕方に依存する二次的な規定にすぎないと主張する。
オブジェクト指向存在論（英語版）は思弁的実在論の系譜に属し、対象の本性と役割を探究する。それは対象を現実の基本的構成単位とみなす。フラット存在論として、ある種の実在が他よりも基礎的な存在様式をもつという見解を退け、この考えに基づいて、対象は人間の思考や知覚から独立して存在すると論じる。

## 方法
存在論の方法とは、存在論的探究をどのように遂行し、競合する理論のあいだでどのように選択するかという手続きのことである。単一の標準的方法は存在せず、多様なアプローチはメタ存在論によって研究される。
哲学的分析（英語版）は、存在論的概念を理解し、その意味を明確化するための方法である。これは、その概念の構成部分を分析し、ある概念がどのような必要条件と十分条件（英語版）のもとで、どの対象に適用されるかを明らかにすることによって進められる。この情報は、たとえば「数」のようなある種の実体が存在するかどうかを、存在論者が判断する助けとなる。現象学的存在論における関連手法として、本質還元（英語版）がある。これは、さまざまな種類の対象について、その本質的特徴を同定しようとする方法である。現象学者は、まず検討対象のタイプの一例を想像する。ついで、想像した特徴を変化させ、どの特徴が変更しえないか（すなわち本質的であるか）を見極める。超越論的論証（英語版）は、ある種の実体が存在するという単純な観察から出発する。次の段階では、その実体がどのように可能か、もしくはそれが存在するためにどのような条件が要請されるかを吟味することにより、この観察の存在論的帰結を検討する。
別のアプローチは、一般原理の正しさに関する非推論的印象、すなわち直観にもとづく。これらの原理は、演繹を用いて構築・拡張される存在論的体系の公理として用いられうる。さらに直観にもとづく方法として、思考実験を用いて新たな直観を喚起するものがある。これは、存在論的問題に関係する状況を想像し、その帰結を評価するために反事実的思考を用いることで行われる。たとえば一部の存在論者は、意識をもたないが人間と同一の存在を想定することにより、心と物質の関係を検討する。
自然主義（英語版）的手法は、何が存在するかを決める際に自然科学の知見に依拠する。クワインによる影響力あるアプローチによれば、科学理論の存在論的コミットメントを分析することによって、存在論を進めることができる。この方法は、科学理論が現実について最も信頼できる記述を与えるという発想に基づき、その力を、理論の基底にある存在論的前提を調査することで活用しようとする。
理論選択の諸原理は、存在論的理論の構築を直接導くのではなく、その長所と短所を評価するための指針を与える。オッカムの剃刀の原理は、単純な理論を優先すべきだと述べる。理論が単純であることには複数の側面があり、たとえば基本類型の数が非常に少ないこと、あるいは世界を少数の基本的実体で記述することなどが挙げられる。存在論者はまた理論の説明力にも関心を持ち、多くの観察事実を説明できる理論を優先する。もう一つの考慮要因は、理論がどの程度「常識」に近いかである。ある存在論者たちは、一般の人々がその問題について抱く見方から大きく逸脱する理論に反対する論拠として、この原理を用いる。
応用存在論において、オントロジー工学（英語版）とは、特定領域の概念モデルを作成・洗練するプロセスを指す。新しいオントロジーをゼロから開発するには、モデル化しようとする領域の範囲を画定し、そのオントロジーの目的とユースケースを特定するといった、さまざまな準備ステップが含まれる。領域内の基礎概念が同定されると、オントロジー・エンジニアはそれらを定義し、相互関係を特徴づけていく。これは通常、厳密さを保証し、場合によっては自動計算可能性を確保するため、形式言語で行われる。続くレビュー段階では、テストデータを用いてオントロジーの妥当性が評価される。各ステップの具体的な実施指針として、Cyc手法、マイケル・グルーニンガー（英語版）とマーク・S・フォックス（英語版）の方法論、いわゆる METHONTOLOGY などが提案されている。場合によっては、まったく新たに作るのではなく、既存のオントロジーを特定の領域や目的に適合させることが実際的である。

## 関連分野
存在論は多くの学問分野と重なり合っており、論理的推論を研究する論理学が含まれる。存在論者はとりわけ形式存在論の領域で、自らの洞察を表現するために形式体系をしばしば用いる。彼らにとって特に関心が高いのは、何が存在するかを表すために用いられる存在記号(∃)である。例えば一階述語論理では{\displaystyle \exists x{\text{Dog}}(x)}は「犬が存在する」を指す。思考や言語の構造を検討し、それらが存在の構造を反映していると主張することで存在論を研究する哲学者もいる。自然言語の正確性に対する疑念から、現実の根本的構造をより適切に表現するための新たな形式言語（ontologese）を求める存在論者も現れた。
存在論（以下「オントロジー」）は、情報学において特定の領域に関する概念スキーム（パラダイム）や目録を提供するためにしばしば用いられ、対象を分類し、それらに関する情報を形式的に表現できるようにする。これは計算機科学にとって特に重要である。計算機科学は、この情報を保存するためのデータベースを構築し、それを自動的に変換・利用する計算過程を定義するからである。例えば、顧客や従業員に関する情報をデータベースに符号化して保存するために、組織は person（人）、company（会社）、address（住所）、name（氏名）といったカテゴリーを備えたオントロジーを用いることがある。場合によっては、異なる領域に属する情報を交換したり、相異なるオントロジーを用いるデータベースを統合したりする必要がある。これは、特定の一領域に限定されない上位オントロジーの助けを借りて実現できる。上位オントロジーは、多くの（あるいはすべての）領域に適用できる一般的なカテゴリーを用いる。たとえば、SUMO（Suggested Upper Merged Ontology）や Basic Formal Ontology がそれに当たる。
オントロジーは、膨大な情報を構造化された枠組みのもとで管理しようとするさまざまな分野でも同様に応用されている。タンパク質オントロジーは、タンパク質に関連する諸実体とそれらの関係を標準化して表現するための形式的枠組みである。遺伝子オントロジーと 順序配列オントロジー （英語版）は、遺伝学の領域で同様の目的を果たしている。環境オントロジーは、生態系や環境プロセスに焦点を当てた知識表現である。Friend of a Friendは、人々の相互関係やその関心・活動を表現するための概念的枠組みを提供する。
1990年代以降、人類学において存在論という主題はより大きな関心を集めるようになり、これはしばしば存在論的転回（英語版）と呼ばれる。この種の探求は、異なる文化の人々が存在をどのように経験し、理解しているかに焦点を当てる。とりわけ、先住民の存在論的な世界観と、それが西洋的な視点とどのように異なるかに関心が寄せられてきた。この対照の一例として、さまざまな先住民共同体が、植物・森林・河川といった非人間的な実体に志向性を付与していると論じられてきた。この見方はアニミズムとして知られ、あらゆる生ある実体の相互連関性と、自然との均衡および調和の重要性を強調するネイティブ・アメリカンの存在論にも見出される。
存在論は、究極的な実体としての神の存在に関心をもつ神学と密接に関連している。カンタベリーのアンセルムスによって最初に提起された存在論的論証は、神の存在を証明しようとするものである。それは神を「考えうるかぎり最も偉大な存在」と定義し、もし神が存在を欠くならば「考えうるかぎり最も偉大な存在」ではありえないのだから、神は必ず存在する、と結論づける。両分野のもう一つの重なりは、神または究極存在を現実の基礎原理として用いる存在論的理論に見いだされる。ハイデガーはこのアプローチを批判し、それを「存在神論（Ontotheology）」（英語版）と呼んだ。

## 歴史

### 古代

#### パルメニデス

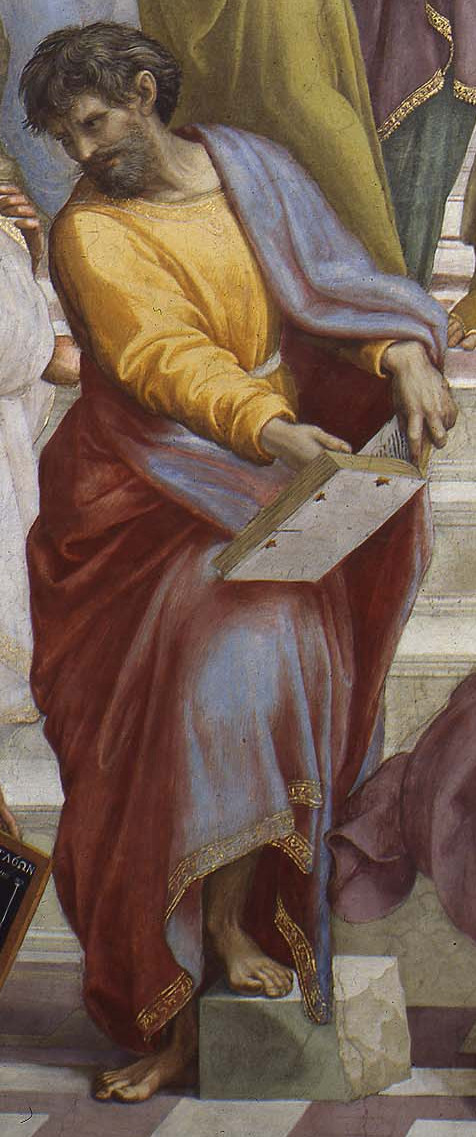
パルメニデス（紀元前500年か紀元前475年-没年不明）

パルメニデスは、「ある」（希: estin）ということはどういうことか、という問題を明確化した最初の人物とされている。彼の哲学は叙情詩の形をとっており、その解釈は一様でないが、彼によれば、感覚で捉えられる世界は生成変化を続けるが、そもそも「変化」とは在るものが無いものになることであり、無いものが在るものになることである。パルメニデスは感覚よりも理性に信を置いて真に在るものは不変だと考えた。
1. 哲学は、真理（希: Alêtheia、アレーテイア）の道と、思いなし（希: doxa、ドクサ）の道に分けられる。
2. 理性（希: logos、ロゴス）が真理、感覚はドクサの道である。
3. 理性によれば、「無」から「有」が生じたり、「有」が「無」になるのは矛盾であるが、現実の存在者は「あり、かつ、あらぬ」（希: einai te kai ouchi）であり、生成流転する（希: gignesthai te kai ollysthai）。したがって、感覚でとらえられる運動・変化・多なるものは、死すべき人間のドクサにすぎない。これに対し、真に「ある」とは、同時に「あらぬはありえない」（希: estin te kai hôs ouk esti mê einai）ということである。したがって、真に「ある」ところのものは連続一体・不生不滅で変化もしなければ運動もしない全体として、同質の球体を形づくっている。この全体はヘラクレイトスのように対立物の合一したものではない。なぜなら、対立というものも存在しないからである。

パルメニデスは、ソクラテス以前の哲学者の中でも、自然・万物の根源について探求したイオニア学派、それまでのミレトス学派と異なり、宇宙論に先立って、「真理」を問い、これを現実の存在者でなく、存在と結びつけるという新しい哲学態度を示している。

#### プラトン

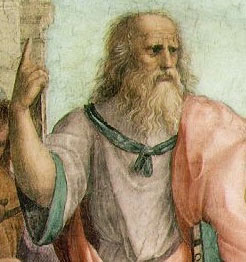
プラトン（紀元前427年 - 紀元前347年）

プラトンのイデア論は、パルメニデスの不生不滅の考えとヘラクレイトスの万物流転の考えを調和させようとした試みであると言われ、この現実の世界は仮象の生成流転する世界であって永遠に存在するものはなにもなく、イデアの世界こそ真実在であるとし、最高のイデアは、善のイデアであるとし、存在と知識の最高原理であるとした。
プラトンは、『国家』篇第五巻において、哲学者は、知を愛するが、その愛の対象は、イデアの世界の「あるもの」であるのに対し、ドクサを抱くにすぎない者の愛の対象は、仮象の世界の「あり、かつ、あらぬもの」であるとして存在論と知識を結び付けている。彼によれば、この宇宙は、神が質料（ヒュレー）からイデアを範型として制作したものであって、無から創られたものではない。彼の宇宙ないし自然に対する見方はソクラテス以前の哲学者のそれと決定的に異なっており、これがアリストレスに受け継がれていくことになった。

#### アリストテレス

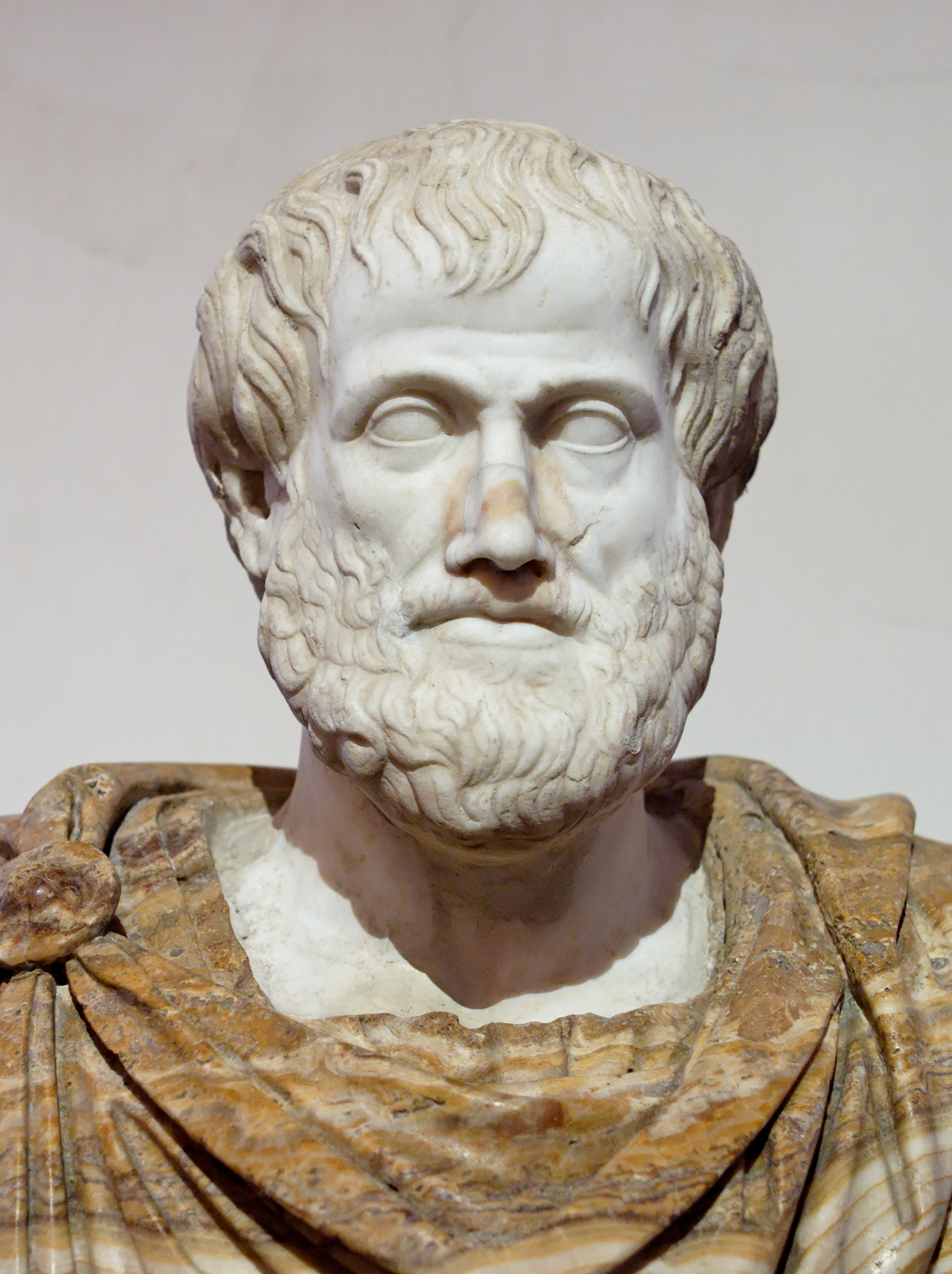
アリストテレス（紀元前384年 - 紀元前322年）

アリストテレスは、存在への問いを明確に立て体系化した最初の人物である。彼は、「論理学」をあらゆる学問成果を手に入れるための「道具」（organon）であるとした上で、その学問体系を、「理論」（テオリア）、「実践」（プラクシス）、「制作」（ポイエーシス）に三分し、理論学を「自然学」と「形而上学」、実践学を「政治学」と「倫理学」、制作学を「詩学」に分類した。アリストテレスによれば、形而上学は存在するものについての「第一哲学」であり、始まりの原理についての知である。すなわち、存在者のさまざまな特性を問う個別科学とは区別され、その上位に位置づけられる究極の学問として、「存在者である限りでの存在者」、「全体としての存在者」、すなわち「存在とは何か」を問う学問を構想し、これを「第一哲学」と呼んだ。
アリストレスは、まず、道具である論理学において、「述語」（命題「PはQである」というときの「Qである」にあたる）の種類を10のカテゴリに区分し、次いで、形而上学において、存在者を多義的なものであるとして、存在をカテゴリに従って10に分類した。
パルメニデスは、存在を当時の通念に従って完全な「球体」であり、それは「一つ」であるとしたが、アリストテレスは、それを比喩にすぎないとして、現実の個物を実体とし、「多様」な存在をカテゴリに従って分類し体系化した。
アリストテレスは、その著書『形而上学』において、有を無、無を有と論証するのが虚偽であり、有を有、無を無と論証するのが真であるとした。そこでは、「有・無」という「存在論」が基礎にあり、これを「論証する」という「判断」が支えている。そこでは、存在論が真理論と認識論とに分かちがたく結び付けられている。
彼の学問体系は、その後、トマス・アクィナスらを介して古代・中世の学問体系を規定することとなったが、そこでは、認識論的な問題は常に存在論と分かちがたく結び付いていた。そのため、形而上学の中心的な問題は、近代に至るまで常に存在論であった。
アリストテレスは、質料が形相と結び付いて、その可能性を実現して目的を達成することを「デュナミス」と「エネルゲイア」ないし「エンテレケイア」の概念を区別することによって行なったが、中世のスコラ哲学では、この区別が、「○○が何であるか」という「本質存在」（essentia）と、「○○があるかないか」という「事実存在」（existentia）の区別として概念化され、「本質存在の優位」が説かれるようになった。これらは○○という事実にイデアないしエイドスという本質が優先するという考えである点で共通しており、いずれも神によってモデルに従って制作ないし創造された宇宙・自然という見方と繋がっている。アリストテレスは、プラトンのイデア論を厳しく執拗に批判したが、その肝要部分は決して手放していないのであった。

### 中世

#### アンセルムス

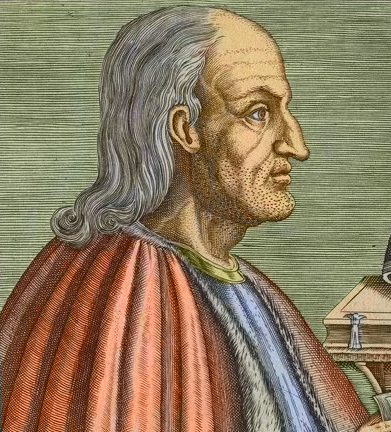
アンセルムス（1033年 -1109年）

アンセルムスは、理性によって神の存在を証明しようとした。彼の神の存在証明は、『プロスロギオン』の特に第2章を中心に展開されたもので、おおよそ以下のような形をとる。
1. 神はそれ以上大きなものがないような存在である。
2. 一般に、何かが人間の理解の内にあるだけではなく、実際に（現実に）存在する方が、より大きいと言える。
3. もしもそのような存在が人間の理解の内にあるだけで、実際に存在しないのであれば、それは「それ以上大きなものがない」という定義に反する。
4. そこで、神は人間の理解の内にあるだけではなく、実際に存在する。

#### トマス・アクィナス

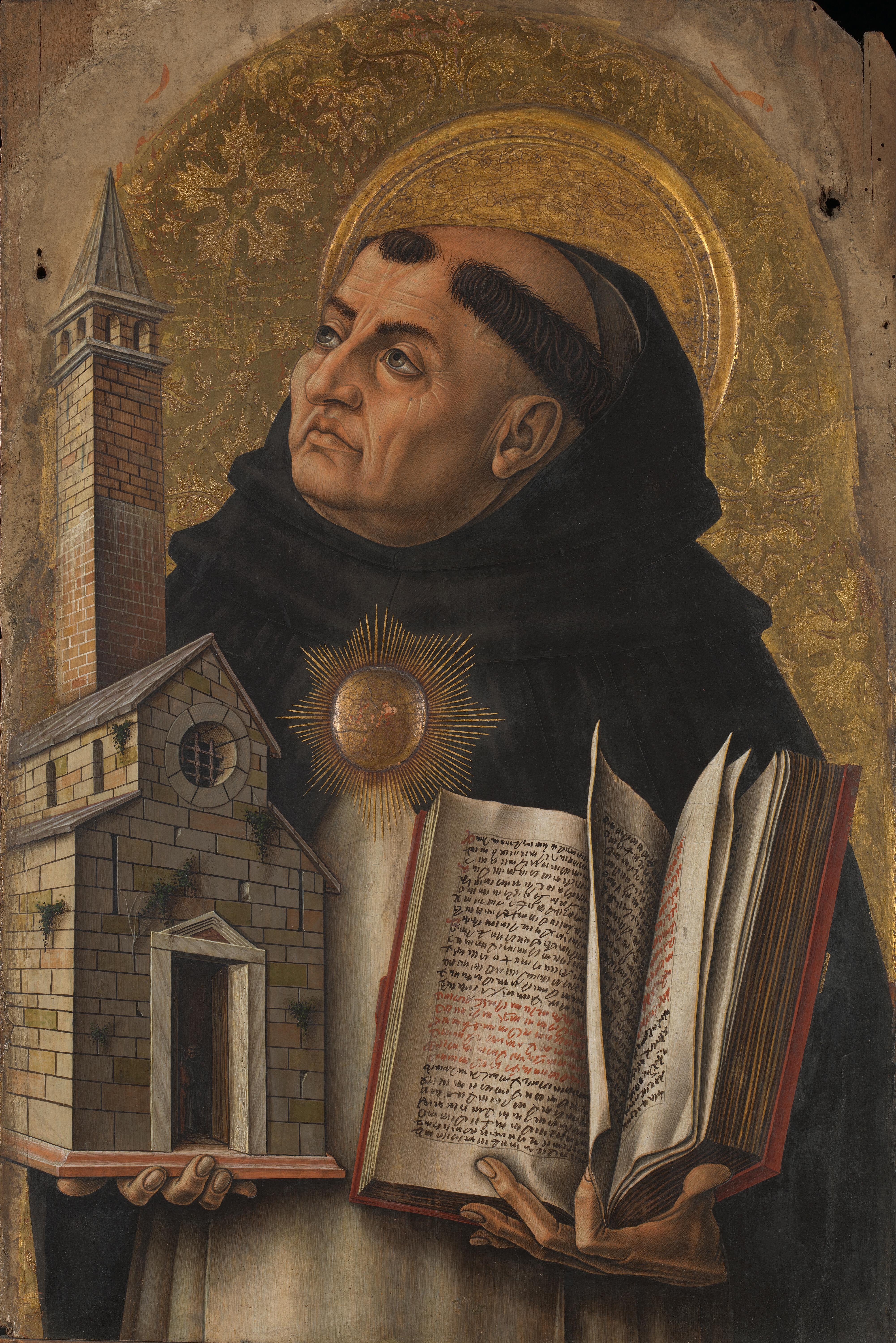
トマス・アクィナス（1225年頃 - 1274年）

トマス・アクィナスは、アリストテレスの存在論を承継しつつも、その上でキリスト教神学と調和し難い部分については、新たな考えを付け加えて彼を乗り越えようとした。
彼は、アリストテレスの「形相－質料」（forma-materia）と「現実態－可能態」の区別を受け入れる。アリストテレスによれば、存在者には「質料因」と「形相因」があるが、存在者が何でできているかが「質料因」、その実体・本質が「形相因」である。存在者を動態的に見たとき、潜在的には可能であるものが「可能態」であり、それが生成したものが「現実態」である。「形相－質料」は主に質量を持つ自然界の存在者に限られるが、「現実態－可能態」は自然界を超越した質量を持たない形相のみの存在者にまで及ぶ。すべての存在者は可能態から現実態への生成流転の変化のうちにあるが、すべての存在者の究極の原因であり、質料をもたない純粋形相が「神」（不動の動者）と呼ばれる。
しかし、トマスにとって、神は、万物の根源であるが、純粋形相ではあり得なかった。旧約聖書の『出エジプト記』第3章第14節で、神は「私は在りて在るものである」との啓示をモーセに与えているからである。そこで、彼は、アリストテレスの存在に修正を加え、「存在－本質」（esse-essentia）を加えた。彼によれば、「存在」は「本質」を存在者とするため「現実態」であり、「本質」はそれだけで現実に存在できないため「可能態」である。「存在」はいかなるときにおいても「現実態」である。神は、自存する「存在そのもの」であり、純粋現実態である。
人間は、理性によって神の存在を認識できる（いわゆる宇宙論的証明）。しかし、有限である人間は無限である神の本質を認識することはできず、理性には限界がある。もっとも、人間は神から「恩寵の光」と「栄光の光」を与えられることによって知性は成長し神を認識できるようになるが、生きている間は恩寵の光のみ与えられるので、人には信仰・愛・希望の導きが必要になる。人は死して初めて「栄光の光」を得て神の本質を完全に認識するものであり、真の幸福が得られる。
トマスは、存在論に基づく神中心主義と、理性と信仰に基づく人間中心主義の統合を図り、後世の存在論に多大な影響を与えることになった。

### 近世

#### ライプニッツとヴォルフ
存在論を初めて哲学体系に組み入れたのは、18世紀ドイツのクリスティアン・ヴォルフである。彼は、ライプニッツの表象概念を基礎にした体系的な形而上学を構築したので、彼とその後継者の哲学は「ライプニッツ＝ヴォルフ学派」といわれることがある。彼の学問体系は、哲学を理論的哲学と実践的哲学とに分け、前者を「形而上学」と呼び、この形而上学を構成するものとして、存在論、合理的心理学、宇宙論、合理的神学を掲げた。このなかで存在論は「存在者が存在するかぎりにおいての存在者一般の学」であり、優越した特殊な存在者（神や魂）を扱う特殊形而上学（合理的心理学、宇宙論、合理的神学）に「先立つ」一般形而上学として位置づけられた。このようにして、ライプニッツにおいては、神の存在証明、つまり神学と分かち難く結びついていた存在論を分離し、哲学を神学から独立させた。

#### 認識論への転換―カントによる批判

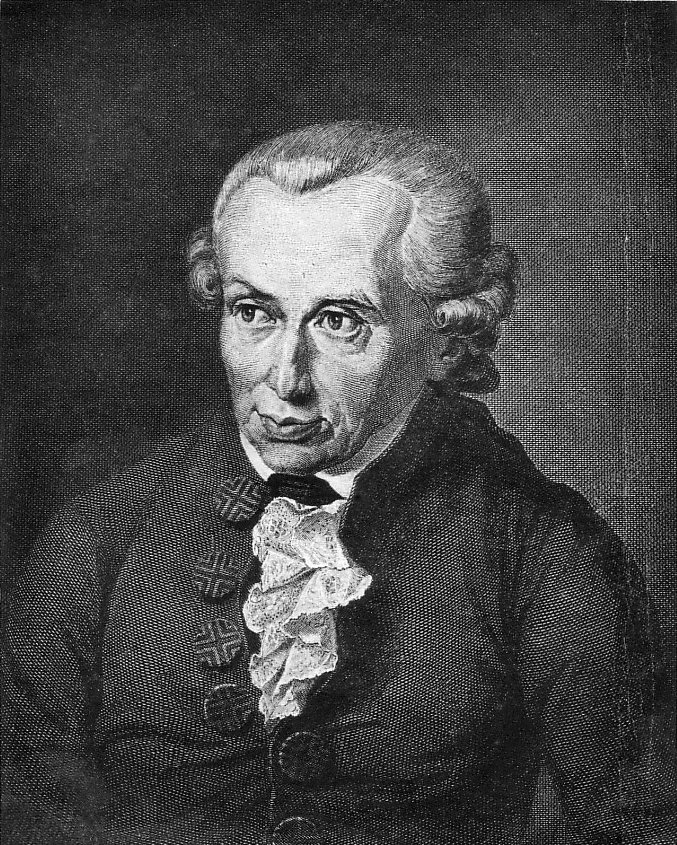
イマヌエル・カント（1724年-1804年）

カントもまたヴォルフと同様に存在論を自身の哲学大系に組み込んでいるが、ヴォルフと異なるのは、存在論を「人間のアプリオリな認識の諸原理・諸要素の哲学」（先験哲学）と説き、存在者を悟性で分析する次元から、対象のアプリオリな「認識」の次元へと転換した点にある。すなわち、存在論の定立は自明なものではなく、そもそも人間の有限な認識によって存在論的認識が可能であるか否かを、批判によって確定することが先決条件であるとした。彼は、純粋理性のアンチノミー（二律背反）のうちの一つとして、世界の第一原因と神の存在証明を挙げ、ライプニッツ＝ヴォルフ学派の形而上学、その背後にあるアリストテレス＝トマス・アクィナス的な神学そのものを批判した。このカントの批判哲学によって、ショーペンハウアーが「『純粋理性批判』は存在論を分析知論に変えてしまった」と指摘したように、哲学の中心は認識論に置かれることになる。

#### ヘーゲル

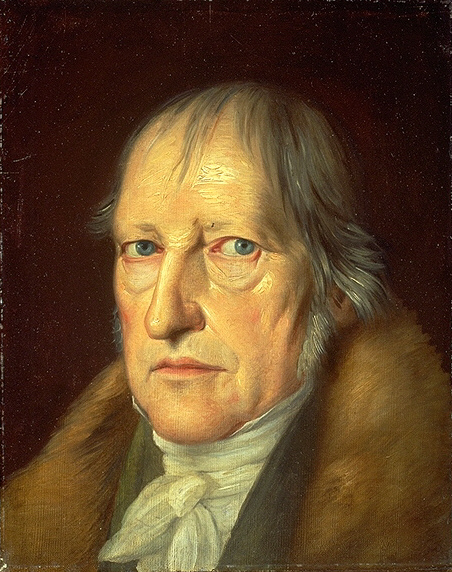
ヘーゲル（1770年 - 1831年）

カントは、デカルト的な主観/客観の二項対立図式を前提としつつ、現象と物自体を厳密に区別したが、ヘーゲルによって完成を見たドイツ観念論は、理性によって現象と物自体の区別を乗り越えるような形で発展した。
ヘーゲルによれば、カントの認識論は、認識の限界を認識するという循環論法的な議論であって、それはあたかも水に入る前に水泳を習うようなものである。カントの反省哲学の過ちは、二項対立図式を静的で固定なものと考えたところにあり、反省とは「見る自分」と「見られる自分」を区別することから始まるが、自己意識の構造から判明するように、両者が同一であることを「自分」は知っている。彼は、これを「区別のない区別」と呼び、無限という動的な観点を入れれば、見る自分/見られる自分、主観/客観という二項対立図式構造そのものが消滅するとした上で、それは、神が自身を分裂させて、本質を現象させて自己認識を達成することによってその分裂から自分を取り戻し同一性を回復する過程で成し遂げられるとした。
このようなヘーゲルの存在論は、弁証法という論理学を基礎に、認識論とネオプラトニズムを統合するというべきものであるが、ヘーゲルの死後、ヘーゲル学派は分裂・対立を繰り返して崩壊し、かえって哲学の危機の時代を招いた。

### 現代

#### 存在論の復権
カント以降の哲学は認識論への傾倒をみせたが、19世紀の末から第一次世界大戦後の存在論は、「認識論から存在論へ」というモットーのもとに復活をみせる。

#### 大陸哲学

##### フッサールとハイデッガー、ハルトマン　ドイツ現象学の潮流
エトムント・フッサールは、デカルト的な主観・客観の2項対立図式を乗り越えたノエシス/ノエマ構造を本質とする志向性意識についての認識論的考察と、志向対象としての存在者への考察を現象学的還元を介して批判的に記述することにより、限定的ながらも存在論への道を開いた。もっとも、フッサールの存在論はあくまで認識論の範囲内でのものであり、その限りで消極的なものである。

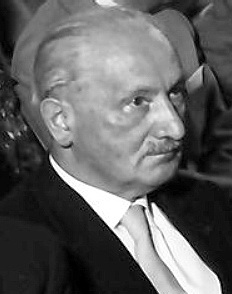
マルティン・ハイデッガー（1889年 - 1976年）

20世紀に存在論の復権を高々に掲げたのが、マルティン・ハイデッガーである。彼は、主書『存在と時間』において、西洋哲学の根本をなしてきたものは、「存在とは何か」という問いであるが、従来の存在論（形而上学）はその問いに対して神や自然といった存在を持ち出して応えようとしてきたとする。つまり、従来の存在論は、「存在者」（das Seiende）と存在者を存在者たらしめている「存在」（das Sein）との区別、すなわち「存在論的差異」を忘却してきた（存在忘却 Seinsvergessenheit）。彼は、この点を批判し、あくまで存在そのものの「意味」を問おうとし、そのための方法論として現象学を採用し、志向性を「関心」（Sorge）と呼び、「存在的」（ontischen）なあり方と「存在論的（ontologisch）なあり方を区別した。彼によれば、すべての存在者の中でも、存在論的な在り方において、存在の意味について関心を持ち、理解し得る可能性のあるのは、理性ある「人間」のみであるが、「ひと」（das Man、世人）は、日常においては、存在忘却のため、本来の自己をもたず、他人一般に支配され「世間」に埋没している。したがって、存在忘却から脱し、存在そのものの意味を解明する準備として、人間たる現存在がどのような構造をもつかを分析する必要があるとし、この現存在の分析論を「基礎的存在論」（Fundamentalontologie）と呼び、すべての存在者の意味に関する存在論の基礎を与えるものとした。彼によれば、基礎的存在論は、個人の実存的体験を基礎としない心理学的な人間分析であってはならず、また、個人の実存的体験のみを基礎とする「実存的分析」であってもならず、これと区別された「実存論的分析」（existentiale Analytik）でなければならない。この分析の結果、ハイデッガーは、現存在の根本的存在規定である「関心」の意味が「時間性」（Temporalität）にあるとした。ハイデッガーは、現存在が自己を「時間化」する方法は本来的なそれと非本来的なそれの二つがあり、それに応じて存在了解も変わってくると自説を展開した。存在の意味が変われば、その視点のもとに見られる存在者全体の在り方とそれとの現存在の関わり方、すなわち、文化の形成の仕方も変化する。本来的なそれにおいては、その時間化はまず未来への先駆として生起し、そこから過去が反復され、そして現在は瞬間として生きられるが、存在忘却の下にある世人は非本来的なそれの中に生きており、未来は漠然とした期待のうちで開かれ、過去は忘却され、現在は現に眼前にある事物への現前として出現するだけである。したがって、人間が自己を本来的に時間化することができれば、未来が優越する緊密な時間の流れの中で、反復される歴史を解体し、現在の瞬間を自由に生きることが可能になる。そして、ハイデッガーは、哲学の歴史、すべての形而上学の「解体」（Destruktion）を始める。彼によれば、西洋哲学の歴史は、プラトン・アリストテレスに起源を有し、スコラ哲学によって定式化された「本質存在の優位」という思想が形を変え、品を変え登場するだけであり、それはデカルト・カントの近世哲学からニーチェに至るまで何ら進歩も変化もしていないとする。それは、何らかの本質によって制作されて存在するという宇宙・自然という見方であり、人間以外の存在者、宇宙・自然界の存在者すべてを「道具」とみる人間中心的な「閉存」の立場である。それは、ソクラテス以前の哲学者が宇宙・自然を機械的・道具的なものではなく、生き生きとした自ら成るものという見方をしていたことと対照的である。ハイデガーは、プラトンに端を発する上のような見方に基づく西洋哲学の歴史すべてを解体し、存在忘却が勢力をふるう近代を転換し、歴史を支配する存在そのものに耳を傾け従いながら、それを守蔵することを試みた。後期ハイデッガーの哲学は、「故郷の喪失が世界の運命となる。それゆえに、この世界を存在史的に思索することが必要となる」として、一種の静寂主義へと向かった。
ニコライ・ハルトマンは、もともとは新カント派に属していたが、やがてフッサールの現象学の影響を受けて、これを独自に発展させ、理念的・意味的な存在者をも自身の存在論の射程に収めるなど、認識さえも人間が他の存在者と結ぶ存在関係の一つとみなし、批判的存在論を展開した。ハイデッガーの基礎的存在論があくまで現象学を方法論として採用し、その射程内に収まっているのに対し、ハルトマンの存在論は認識論に対する存在論の優位を認めるものであった。

##### サルトルとメルロ＝ポンティ　フランス実存主義

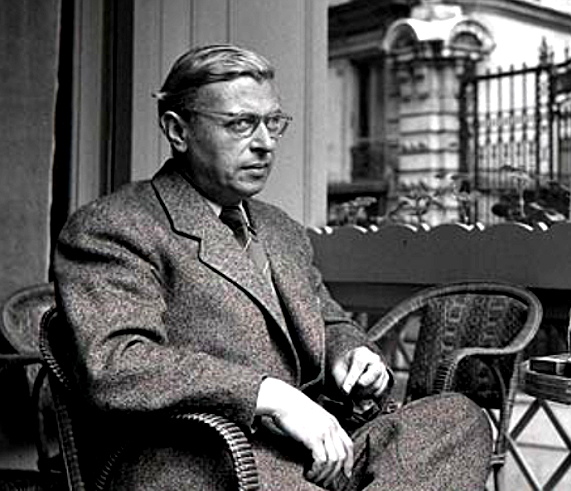
サルトル

ドイツ発祥の現象学は、その後、フランスにおいて受容されたが、その影響は、フッサール自身の思想も時期により異なる内容を持つだけでなく、ハイデッガーにおいては現象学は方法論としての限定的な意義を有するにすぎなかったため様々である。サルトルとメルロ＝ポンティが誰のどの時期のどの著作を読んで影響を受けたのかが両者の存在論の違いを生んだ。サルトルはフッサールのイデーン1巻とまだ存在論の優位か実存論的分析の優位が決めかねていた時代のハイデッガーしか読んでいなかったが、メルロ＝ポンティはフッサールの未完成稿を含めた後期思想を含む本を読んでいた。
フランス実存主義の祖サルトルは、主著『存在と無－現象学的存在論の試み』（1943年）において、今まさに生きている自分自身の存在である実存を中心とする存在論を展開した。サルトルの思想は、特に無神論的実存主義と呼ばれ、自身の講演「実存主義はヒューマニズムであるか」において、プラトン・アリストテレスに起源を有する「本質存在が事実存在に先立つ」という伝統的形而上学のテーゼを逆転して「実存は本質に先立つ」と主張し、「人間は自由という刑に処せられている」と述べた。もし、すべてが無であり、その無から一切の万物を創造した神が存在するならば、神は神自身が創造するものが何であるかを、あらかじめわきまえている筈である。ならば、あらゆるものは現実に存在する前に、神によって先だって本質を決定されているということになる。この場合は、創造主である神が存在することが前提になっているので、「本質が存在に先だつ」ことになる。しかし、サルトルはそのような一切を創造する神がいないのだとしたらどうなるのか、と問う。創造の神が存在しないというならば、あらゆるものはその本質を（神に）決定されることがないまま、現実に存在してしまうことになる。この場合は、「実存が本質に先だつ」ことになり、これが人間の置かれている根本的な状況なのだとサルトルは主張する。サルトルにとって、現象学によって把握される即自存在と対自存在の唐突で無根拠な関係は、即時存在の幻影的な存在の根拠になっている。いずれにせよ、そこでは現象学に還元し得ない存在としての実存が問題にされている。
メルロ＝ポンティは、後期フッサールの生活世界に焦点を当てて、これを乗り越えようとした。彼は、『知覚の現象学』（1945年）において、知覚・身体を中心に据えて幻影肢の現象を分析し、自然主義と観念論を批判する。その前提となる、デカルト的なコギトにとって「私の身体」は世界の対象の一つであり、仮に、そのような前提が正しいとすれば、私の意識が、客観的にない脚に痒みを感じることはないはずである。彼は、デカルト的伝統を受け継ぐサルトルのように対自主体、即自客体を明確に二分することに誤りがあり、両者を不可分の融合的統一のうちにとらえられるべきであると主張する。主体でも客体でもあると同時に主体でも客体でもない裂開の中心である両義的な存在、それが身体である。生理的な反射でさえ、生きた身体が環境に対して有する全体的態度、意味の把握を伴うし、その全体性は決して私の反省的意識に還元し尽くされることはない。私と世界の間の身体による関係は、全体的な構造であるばかりでなく、時間的に発展する構造でもある。彼にとって即自存在と対自存在の対立は、以上のような構造を有する、より一層深い媒介の所産であり、ここでは現象学より存在論が優位する。

##### 新トマス主義
トマスの思想は、近代的認識論の成立により、急速に衰え始めたが、19世紀になると、新トマス主義の存在論として復活した。
新トマス主義には、人格神たる神が存在するという神学的な立場を前提に、トマスの哲学を研究しようとするもの、そのような立場については判断を留保し、現代的な哲学・科学の成果を取り入れ、修正すべき点は修正した上でトマス哲学を研究しようとするものの二つに大きく分かれるといってよい。特に論争となっている点は、カントによる批判哲学、認識論の研究成果については、エティエンヌ・ジルソンのように、存在論に対する認識論的優位を認めてしまうと、結局は観念論に行き着いてしまうことからする消極的な立場と、むしろトマスの哲学には認識論的に示唆に富む記述が多いとしてこれを現代的に修正していこうとする立場がある。

#### 分析的形而上学

##### 論理実証主義の失敗とクワイン
ウィーン学団から始まった論理実証主義は、けっして一つの主張で固まっていたわけではないものの、経験主義を基礎に実在論を主張するものが多くいた。そして、経験主義の伝統においては、真理とは、観念と実在の対応であり、その場合の観念とは、一つの名辞を単位に考えられていた。カルナップらの論理実証主義は、この単位を一つの言明に置き換えた。つまり、ここでは、直接的経験によるセンス・データ（感覚所与）言語に翻訳可能であれば、この言明は有意味であると考えられた。
しかしながら、ウィラード・ヴァン・オーマン・クワインによれば、このように実在と観念の対応を一つの名辞、一つの言明に分解していく還元主義は不可能であり、われわれの認識は一つの言語体系であり、したがって、とある信念を検証するにあたっては、一つの理論の全体との関係で、経験の審判を仰がねばならず、そのコロラリーとして、分析的真理と総合的真理は区別することはできない。クワインは、これを「全体論」と呼んだが、これによれば、経験による改訂の可能性を原理的に免責されている信念はなく、もし対立する二つの理論があるときは、どのような経験によっても、そのどちらかが完全に否定されることはなく、どのような信念でも保持しつづけることができることになる。
論理実証主義は、哲学に数学、論理学を基礎とした確固たる方法論を基盤に実験や言語分析に科学的な厳正さを求め、存在論を含め形而上学的問題を哲学的に無意味なものと見なしたが、クワインの批判をきっかけに反論が強まり、哲学的に失敗したものとみなされるようになった。現在では「分析的形而上学」と呼ばれる分野で、存在論だけでなく、時間・自由など伝統的な形而上学的なトピックのほぼすべてについて分析哲学の手法を用いた議論がなされているといってよい。詳細は、なぜ何もないのではなく、何かがあるのかを参照。

### 文献情報
- Adams, R. M. 1979. "Primitive thisness and primitive identity." in The Journal of Philosophy 76:5-26.
- Alexander, Samuel. 1920. Space, time, and deity: The Gifford lectures at Glasgow. 2 vols. London: Macmillan.
- Armstrong, D. M. 1989. A combinatorial theory of possibility. Cambridge, UK: Cambridge Univ. Press.
- Armstrong, D. M. 1978. Universals and scientific realism. 2 vols. Cambridge, UK: Cambridge Univ. Press.
- Armstrong, D. M. 1997. A world of states of affairs. Cambridge, UK: Cambridge Univ. Press.
- Campbell, Keith. 1990. Abstract particulars. Oxford: Blackwell.
- Ellis, Brain. 2001. Scientific essentialism. Cambridge, UK: Cambridge Univ. Press.
- Feibleman, James K. 1951. Ontology. Baltimore: Johns Hopkins Press.
- Field, Hartry. 1989. Realism, mathematics and modality. Oxford: Blackwell.
- Field, Hartry. 1980. Science without numbers: A defense of nominalism. Oxford: Blackwell.
- Forbes, Graeme. 1985. The metaphysics of modality. Oxford: Clarendon Press.
- Goodman, N., and W. V. Quine. 1947. "Steps towards a constructive nominalism." in Journal of Symbolic Logic 12:105-122.
- Heidegger, Martin. 1949. Existence and being. trans. D. Scott, R. Hall, and A. Crick. Chicago: Regnery.
- Heil, John 2003. From an ontological point of view. Oxford: Clarendon Press.
- Lewis, David K. 1986. On the plurality of worlds. Oxford: Blackwell.
- Loptson, Peter. 2001. Reality: Fundamental topics in metaphysics. Toronto: Univ. of Toronto Press.
- McTaggart, J. M. E. 1921-1927. The nature of existence. 2 vols. Cambridge, UK: Cambridge Univ. Press.
- Molnar, George. 2003. Powers: A study in metaphysics. New York: Oxford Univ. Press.
- Plantinga, Alvin. 1975. God, freedom, and evil. London: Allen and Unwin.
  - プランティンガ著、星川啓慈訳『神と自由と悪と　宗教の合理的受容可能性』勁草書房、1995年
- Plantinga, Alvin. 1974. The nature of necessity. Oxford: Clarendon Press.
- Quine, W. V. 1961. From a logical point of view. Cambridge, MA: Harvard Univ. Press.
  - クワイン著、飯田隆訳『論理的観点から　論理と哲学をめぐる九章』勁草書房、1992年
- Quine, W. V. 1969. Set theory and its logic. Cambridge, MA: Belknap Press of Harvard Univ.
  - クワイン著、大出晁、藤村龍雄訳『集合論とその論理』岩波書店、1972年
- Russell, Bertrand. 1927. The analysis of matter. London: Kegan Paul, Trench and Trubner.
- Russell, Bertrand. 1940. An inquiry into meaning and truth. London: Allen and Unwin.
- Russell, Bertrand. 1912. The problems of philosophy. London: Oxford Univ. Press.
  - ラッセル著、髙村夏輝訳『哲学入門』筑摩書房、2005年
- Sylvan, Richard. 1980. Exploring Meinong's Jongle and Beyond. Canberra: Australian National Univ.
- Van Inwagen, Peter. 1993. Metaphysics. Boulder, CO: Westview Press.
- Whitehead, A. N. 1929. Process and reality. Cambridge, UK: Cambridge Univ. Press.
  - ホワイトヘッド著、グリフィン編、平林康之訳『過程と実在　コスモロジーへの試論』みすず書房、1981-1983年
- Williams, Donald C. 1966. Principles of empirical realism. Springfield, IL: Thomas.
- Wittgenstein, Ludwig. 1921. Tractatus Logico-Philosophicus. London: Routledge and Kegan Paul.
  - ウィトゲンシュタイン著、中平浩司訳『論理哲学論考』筑摩書房、2005年
- Wolff, Christian. 1729. Philosophia prima sive ontologia. Frankfurt and Lepzig.
- Wolff, Christian. 1728. Philosophia rationals, sive logica methodo scientifica pertractata et ad usum scientiarum atque vitae apatata. Frankfurt and Leipzig.